# بين الرغبة وعدم اليقين (فلم)
بين الرغبة وعدم اليقين (بالفرنسية: Entre Désir et incertitude) هو فيلم وثائقي مغربي صدرَ عام 2010 من إخراجِ المخرج عبد القادر لقطع.

## ملخص
يُعتبر هذا الفيلم الوثائقيّ أول فيلمٍ وثائقي مخصصٍ يحكي عنِ السينما المغربية. يُسلّم مخرج فيلم بين الرغبة وعدم اليقين الميكروفون إلى صانعي الأفلام ونقاد السينما من أجلِ التعبير عن آرائهم وأفكارهم فيما يخصُّ المجال السينمائي في المغرب، كما يُحاول الفيلم تقديم مقاربة تاريخية موجزة ساعيًا إلى تحديد الحركات المختلفة التي تدفعُ باتجاه تطويرِ السينما المغربية، ويُوضِّح بالمثل المخاطر التي تُهدِّدُ تطور السينما.